# Дубровка (Казимировское сельское поселение)
Дубровка — деревня в Руднянском районе Смоленской области России. Входит в состав Казимировского сельского поселения. 

## География
Расположена в западной части области в 12 км к югу от Рудни, в 14 км южнее автодороги А141 Орёл — Витебск, на берегу реки Березина. В 13 км севернее деревни расположена железнодорожная станция Рудня на линии Смоленск — Витебск.

## История
В годы Великой Отечественной войны деревня была оккупирована гитлеровскими войсками в июле 1941 года, освобождена в октябре 1943 года.
У деревни Дубровка располагался военный аэродром. Здесь, с 25 мая  по 14 июля 1944 года дислоцировался отдельный истребительный авиационный полк «Нормандия». В составе полка в это время был 61 лётчик и 55 самолётов.

## Население
Население — 6 жителей (2007 год).